# Jacob Maurer
Jacob Maurer, celým jménem Johann Jacob Matthäus Maurer (* 19. prosince 1826, Obereschbach - 2. května 1887, Kronberg) byl německý krajinář a rytec. Jako Jacob Maurer je znám také nizozemský malíř 18. století Johann Jacob Maurer (1737-1780), působící v Utrechtu.

## Život
Maurer studoval na Institutu umění Städel ve Frankfurtu nad Mohanem u Jakoba Beckera. Roku 1851 odešel do Düsseldorfu a spolu s Antonem Burgerem byl studentem Augusta Webera, jednoho ze zakladatelů malířské školy v Kronbergu. Později žil a pracoval v Kronbergu a byl členem tamní malířské kolonie. Podnikl studijní cesty do Itálie a Nizozemí. Většinu jeho díla tvoří realistické venkovské krajiny, ale byl také autorem městských vedut.

### Známá díla
- Krajinka s lávkou (70. léta), Národní galerie v Praze, odkaz Josefa Hlávky[2]

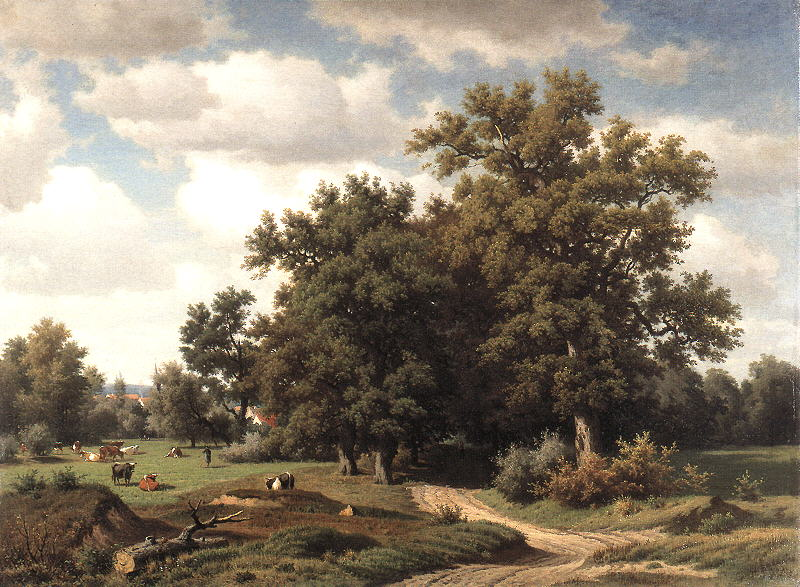
Letní den v Schönberg im Taunus, 1850
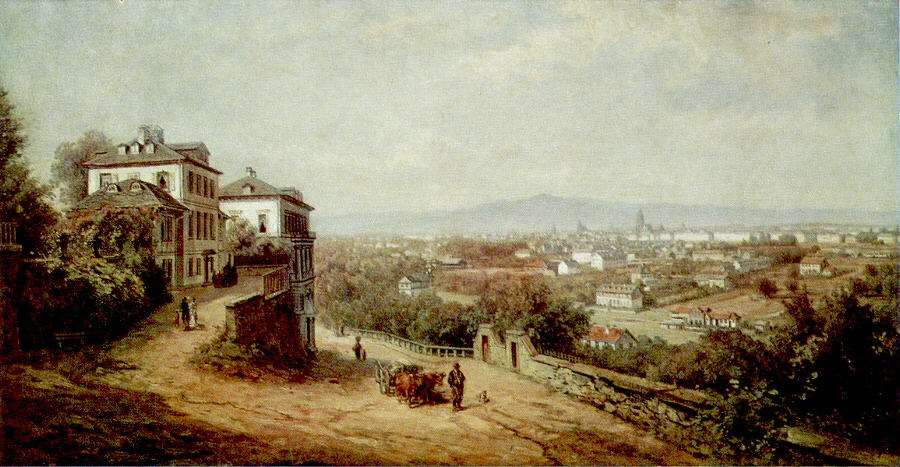
Pohled na Frankfurt z Mühlbergu
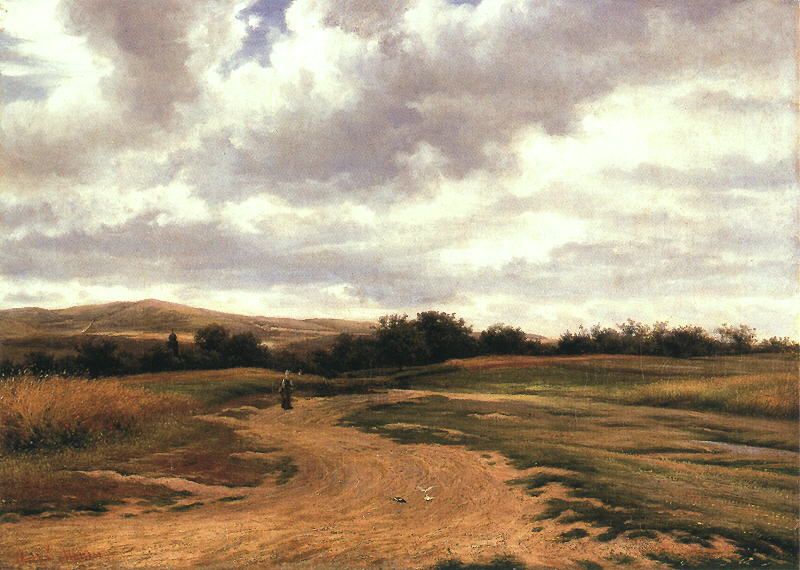
Hesenská krajina 1880
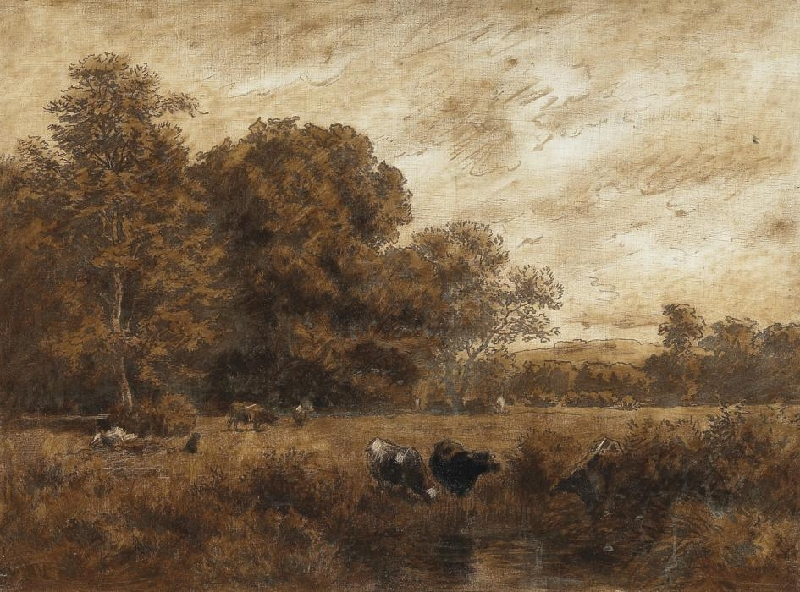
Pasoucí se krávy u lesa